# ليونيل باستوس
ليونيل باستوس هو كاتب أغاني موزمبيقي، ولد في 16 أغسطس 1956 في مابوتو في موزمبيق.